# Giuseppe Giunta
Giuseppe Giunta (Catania, 12 gennaio 1973) è un ex lottatore e allenatore di lotta italiano.

## Biografia
Nato nel 1973 a Catania, gareggiava nella lotta greco-romana, nella classe di peso dei pesi massimi (100 kg) o dei pesi supermassimi (130 kg).
Nel 1993 ha vinto la medaglia di bronzo nei 100 kg ai Giochi del Mediterraneo di Linguadoca-Rossiglione, arrivando dietro al francese Olivier Welzer e al turco Saban Donat. 2 anni prima era stato campione del mondo junior nei 115 kg.
Dal 1994 ha iniziato ad essere allenato dall'ex lottatore Domenico Giuffrida, che rappresentò l'Italia ai Giochi olimpici di Montréal 1976.
A 23 anni ha partecipato ai Giochi olimpici di Atlanta 1996, nella lotta greco-romana, pesi massimi, vincendo per decisione contro il georgiano Bakur Gogitidze, ma perdendo 3-0 con il cubano Héctor Milián e 3-2 con il moldavo Igor Grabovetchi, terminando 13º totale.
L'anno successivo è stato argento nei 97 kg ai Giochi del Mediterraneo di Bari 1997, battuto dal turco Hakki Basar.
Nel 1999 ha vinto la medaglia di bronzo nei 130 kg agli Europei di Sofia, chiudendo dietro al russo Aleksandr Karelin e al greco Anastasios Sofianidis.
A 27 anni ha preso di nuovo parte alle Olimpiadi, quelle di Sydney 2000, nella lotta greco-romana, pesi supermassimi, battendo nella fase a gironi 1-0 l'armeno Haykaz Galstyan e 4-0 il tunisino Omrane Ayari, prima di perdere 2-1 contro lo statunitense Rulon Gardner, poi oro, terminando 7º totale.
Dopo il ritiro dall'attività agonistica è divenuto allenatore di lotta. Tra gli altri, ha allenato Rocco Ficara.

## Palmarès

### Europei
- 1 medaglia:
  - 1 bronzo (Lotta greco-romana 130 kg a Sofia 1999)

### Giochi del Mediterraneo
- 2 medaglie:
  - 1 argento (Lotta greco-romana 97 kg a Bari 1997)
  - 1 bronzo (Lotta greco-romana 100 kg a Linguadoca-Rossiglione 1993)

### Giochi mondiali militari
- 1 medaglia:
  - 1 bronzo (Lotta greco-romana 100 kg a Roma 1995)